# Émile de Saint-Auban
Pour les articles homonymes, voir Bruneau et Saint-Auban.
Alfred-Émile de Bruneau de Saint-Auban, né à Frascati le 19 juin 1858 et mort en Avignon le 1er mai 1947, est un avocat et journaliste français d'extrême droite, nationaliste, antisémite et antidreyfusard de la fin du XIXe siècle et du début du XXe siècle.

## Biographie
Né à Frascati près de Rome à l'époque de la présence militaire française dans la capitale pontificale (1849-1870), Alfred-Émile est issu de la famille Bruneau de Saint-Auban, branche non noble de la famille Bruneau, remontant au XVIe siècle et originaire de Bagnols en Languedoc. Il est le fils d'Auguste-Gabriel-Urbain de Bruneau de Saint-Auban (1819-1891), officier payeur, chevalier de l'Ordre de Pie IX puis de la Légion d'honneur, chef de bureau à la direction des Beaux-arts à partir du Second Empire, et de Marie-Léocadie-Amazélie-Élodie Guillard.
Élève du lycée Louis-le-Grand et lauréat du concours général, il semble tout d'abord suivre son père dans l'administration en tant qu'attaché au cabinet du sous-secrétaire d’État aux Beaux-arts. Il se tourne cependant rapidement vers une carrière d'avocat : élève de l’École de droit de Paris, Émile devient avocat à la Cour d'appel de Paris le 22 novembre 1880 et obtient son doctorat en droit en 1882. En 1884-1885, sous le bâtonnat de Jules Le Berquier, il est l'un des secrétaires de la Conférence des avocats du barreau de Paris, dont il prononce le discours de rentrée en 1885 (à propos de la comparution du poète Théophile de Viau devant le parlement de Paris en 1623). Membre de la Société de législation comparée, il collabore au bulletin de celle-ci ainsi qu'à l'Annuaire de législation étrangère.
Me de Saint-Auban se fait connaître dès 1888, lors du scandale des décorations, en assurant la défense d'une coaccusée de Daniel Wilson, Mme Rattazzi, dont il obtient l'acquittement. Dès 1892, il est l'avocat d'Édouard Drumont, notamment quand celui-ci est jugé pour diffamation envers le ministre Auguste Burdeau (défendu par Me Waldeck-Rousseau). En 1894, il défend le militant anarchiste Jean Grave, l'un des coaccusés du procès des Trente, ainsi que l'écrivain Octave Mirbeau. En 1899, pendant l'Affaire Dreyfus, il plaide en faveur de la veuve du colonel Henry lorsque celle-ci intente un procès à l'ancien député Joseph Reinach. La même année, il assure la défense de l'antisémite algérois Max Régis.
Officier d'Académie depuis 1888, Émile de Saint-Auban collabore à plusieurs revues et journaux d'orientation catholique ou conservatrice, tels que La Quinzaine de Fonsegrive, Le Soleil ou La Croix. Mélomane passionné par les œuvres de Wagner, il consacre une grande partie de ses articles à la critique musicale et dramatique. Collaborateur régulier de La Libre Parole de Drumont, il y signe « Cœlio » certains éditoriaux, « O'Divy » la critique musicale et « App » la chronique judiciaire. En 1905, il succède à Gaston Lèbre en tant que directeur de la Revue des grands procès contemporains. Il a été le premier président du « Palais littéraire ».
Marié et père de deux enfants, Marie et Emmanuel, Émile de Saint-Auban devient veuf en janvier 1918. Il se remarie en août 1920 avec Suzanne Guasco en l'église Saint-Séverin. Le couple vit entre son appartement parisien, situé au no 141 du boulevard Saint-Michel, et le château du Plaisir à Aramon (Gard).
Chevalier de la Légion d'honneur depuis 1922, il est élevé au rang d'officier de cet ordre en 1931.
Membre du conseil de l'ordre de 1903 à 1907 puis de 1931 à 1934, Émile de Saint-Auban est élu bâtonnier en 1932, après la mort de Me Léouzon-le-Duc.
En 1936, il défend les militants oustachis accusés d'avoir participé aux préparatifs de l'assassinat du roi Alexandre Ier et de Louis Barthou.
Après plus d'un demi-siècle d'activité, il prend sa retraite entre la fin de l'année 1938 et les premiers jours de l'année 1939.
Il est considéré par l'écrivain anarchiste Jean Ajalbert comme « l'avocat de la pensée ». Maurice Barrès, qui voyait en lui un « homme libre » plutôt qu'un politicien, lui avait promis sa voix au cas où il serait candidat à l'un des fauteuils de l'Académie française. 

### Engagement politique
D’extrême droite, proche depuis le début du XXe siècle du milieu des ligues, nationaliste et antisémite engagé,,,, « obsédé par l’or juif », ancien du groupe  dit de L’Energie  française, il est l'un des collaborateurs réguliers du journal antisémite La Libre Parole. Avocat attitré de l'antisémitisme, il fut une des principales personnalités du barreau nationaliste parisien et un bâtonnier indulgent jusqu’à la complaisance à l’égard d’agitateurs d’extrême droite en 1934, ainsi qu'une figure de l’antidreyfusisme.
En janvier 1899, il adhère à la Ligue de la patrie française.

## Principales œuvres
- Un Pèlerinage à Bayreuth, Paris, Savine, 1892.
- L'Histoire sociale au Palais de justice, plaidoyers philosophiques, Paris, Pedone, 1895.
- La Voix des choses, visions sociales, ill. d'Alfred Paris, Paris, Pedone, 1896.
- Le Silence et le secret (t. II de L'Histoire sociale...), Paris, A. Pedone, 1899.
- L'Idée sociale au théâtre, Paris, Stock, 1901.
- (Avec Henri de Noussanne et l'amiral Robert Degouy) Histoire contemporaine par trois indépendants, 3 volumes, Paris, A. Michel, 1925-1927.
- La Justice sous la Troisième, Paris, Gallimard, 1931.